# ژیلبرتو گارسیا
ژیلبرتو گارسیا (انگلیسی: Gilberto García؛ زادهٔ ۲۷ ژانویهٔ ۱۹۸۷) بازیکن فوتبال اهل کلمبیا است که برای کوکوتا دپورتیوو بازی می‌کند.
وی همچنین در تیم ملی فوتبال کلمبیا بازی کرده‌است.